# Menidia
Menidia is een geslacht van straalvinnige vissen uit de familie van koornaarvissen (Atherinopsidae). Het geslacht is voor het eerst wetenschappelijk beschreven in 1836 door Bonaparte.

## Soorten
- Menidia menidia (Linnaeus, 1766) (Atlantische koornaarvis)
- Menidia beryllina (Cope, 1867)
- Menidia clarkhubbsi Echelle & Mosier, 1982
- Menidia colei Hubbs, 1936
- Menidia conchorum Hildebrand & Ginsburg, 1927
- Menidia peninsulae (Goode & Bean, 1879)
- Menidia extensa Hubbs & Raney, 1946